# Aeropuerto de San Ignacio de Moxos
Aeropuerto de San Ignacio de Moxos (IATA: SNM, OACI: SLSM) es un aeropuerto de uso público que da servicio a la ciudad de San Ignacio de Moxos en el Departamento de Beni de Bolivia. La pista está a 3 kilómetros (1,9 millas) al norte de la ciudad.